# Tinodes vadichayudha
Tinodes vadichayudha är en nattsländeart som beskrevs av Schmid 1972. Tinodes vadichayudha ingår i släktet Tinodes och familjen tunnelnattsländor. Inga underarter finns listade i Catalogue of Life.